# Boulevard des Belges

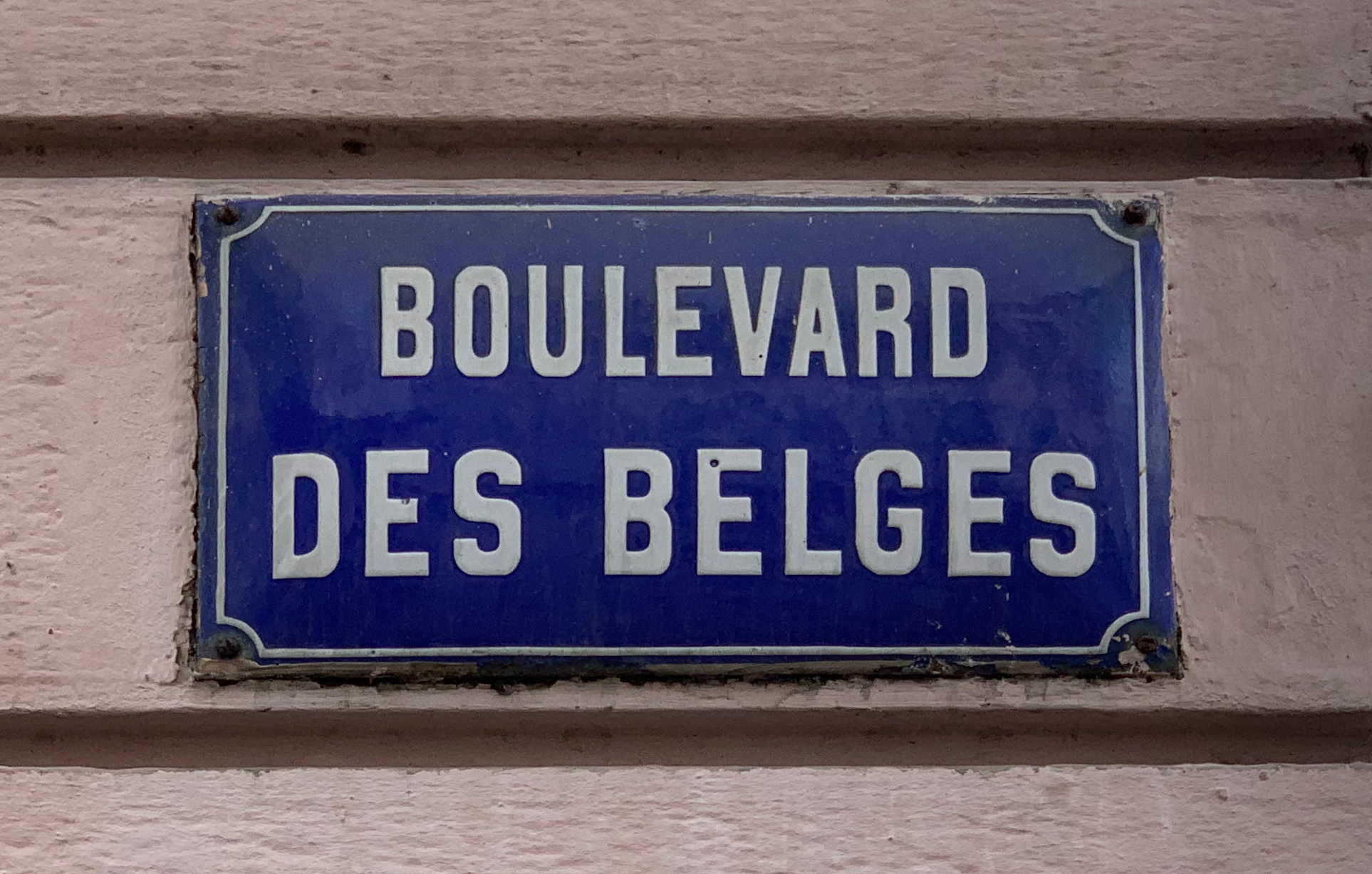
Straatnaambord in Lyon (Frankrijk)

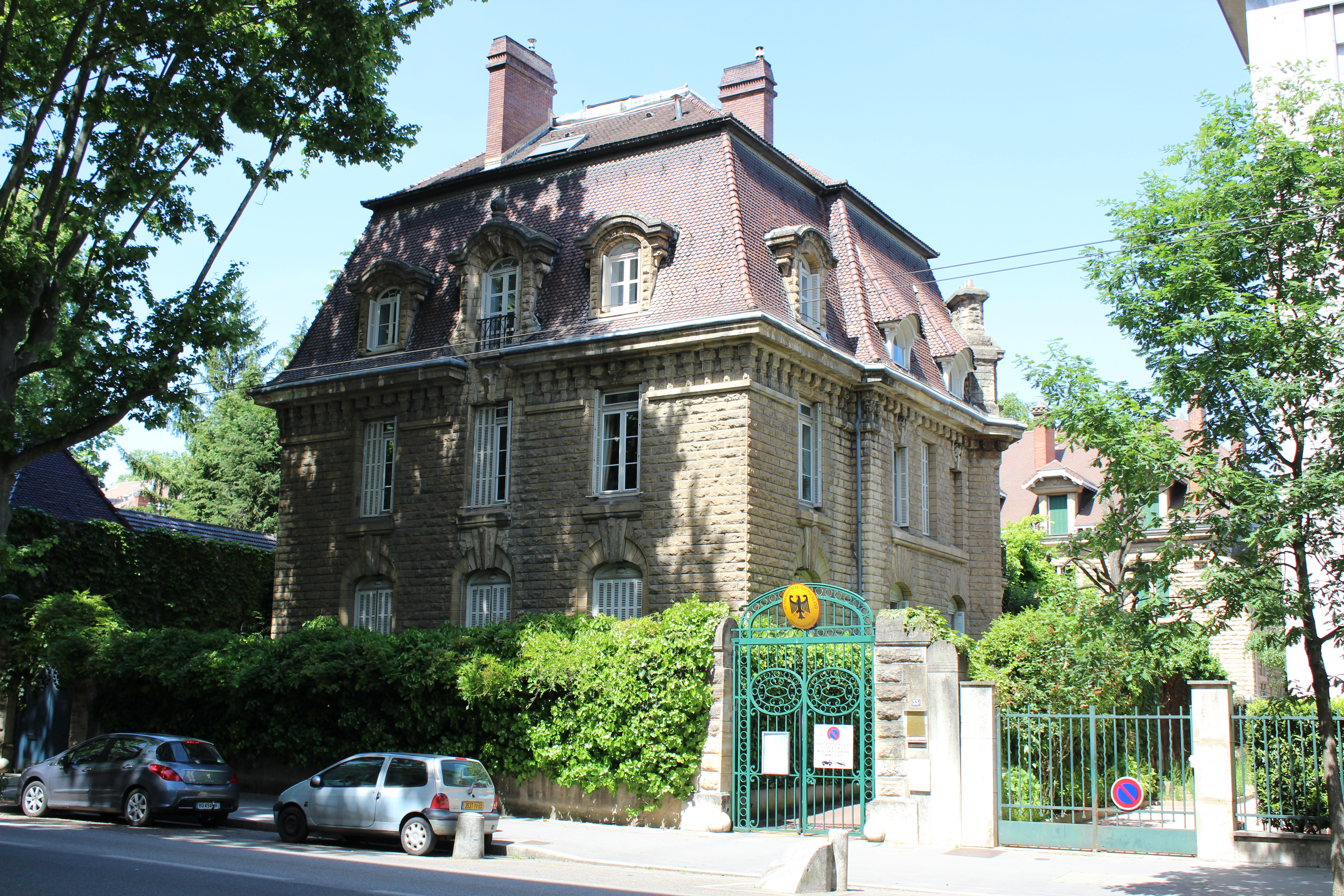
Duits consulaat-generaal

De Boulevard des Belges is een laan in de Franse stad Lyon, in het 6e arrondissement. Zij verbindt de linkeroever van de rivier Rhône met de wijk Les Brotteaux, meer bepaald met de Place Jules Ferry.

## Historiek
In de 19e eeuw werd de noordelijke fortengordel van de stad afgebroken. In de plaats kwam een boulevard, destijds genoemd boulevard du Nord. De boulevard loopt, vanaf de Rhône, voor een groot stuk langsheen het Parc de la Tête d’Or. Dit park werd tezelfdertijd met de boulevard aangelegd en daar werden, aan de parkzijde, villa’s voor gegoede burgers gebouwd tijdens de 19e eeuw.
In 1916 veranderde het stadsbestuur de naam van de boulevard, omwille van de Eerste Wereldoorlog in België, in Boulevard des Belges. Tegelijkertijd verscheen er een Rue d’Anvers (Antwerpen) in het 7e arrondissement en de Rue de Ypres (Ieper) in het 4e arrondissement.
Een tweede reden voor de benaming Boulevard des Belges is de figuur van Alexandre Dechet, bijgenaamd Jenneval. Deze theateracteur uit Lyon schreef de tekst van het Belgisch volkslied, de Brabançonne.
In een van de 19e-eeuwse villa’s aan de Boulevard des Belges huist sinds de 20e eeuw het consulaat-generaal van Duitsland.

## Prenten Parc de la Tête d'Or

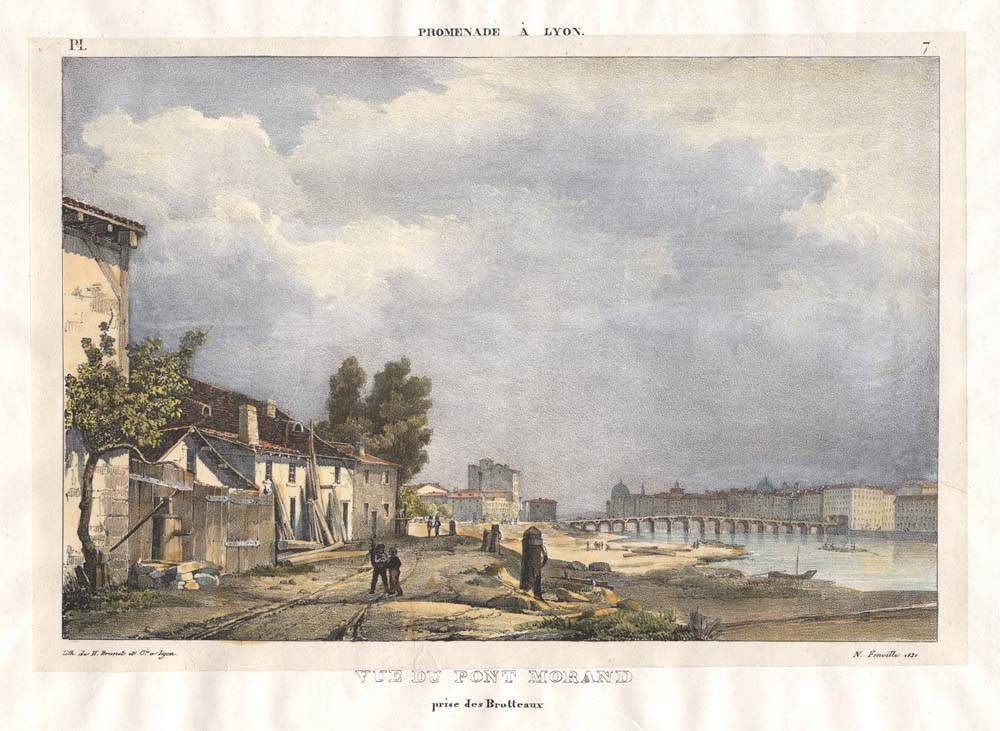
Rechteroever van de Rhône, voor de aanleg van het Parc de la Tête d'Or (begin 19e eeuw)
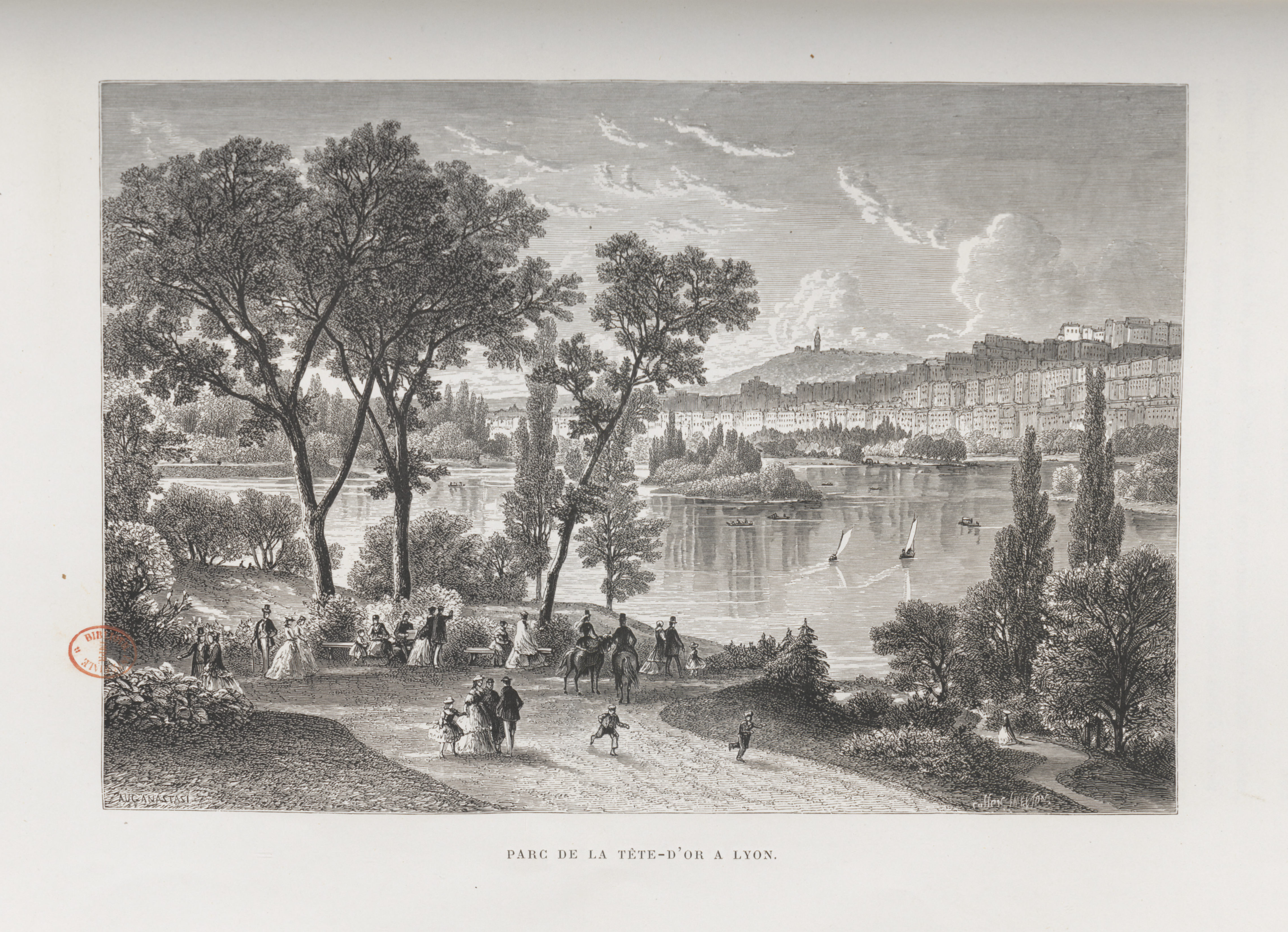
Het Parc de la Tête d'Or, net aangelegd (midden 19e eeuw)